# Maison Kaminski
La maison Kaminski est un bâtiment de style moderniste français des années 1930 situé à Grenoble dans le département français de l'Isère en région Auvergne-Rhône-Alpes. Il s’agit de la première construction du Mouvement moderne dans cette ville.
Il s'agit d'un exemple unique en région grenobloise de Style international du mouvement moderne.

## Historique

### Fernand Kaminski
La maison Kaminski fut conçue par l’architecte DPLG Fernand Kaminski (1903-1993), ancien élève de l'École nationale supérieure des beaux-arts de Paris, et inscrit à l'ordre des architectes de Rhône-Alpes entre 1942 et 1984.
Fernand Kaminski a contribué à plusieurs réalisations locales, comme le château d'eau de Pont-de-Claix ou l’immeuble Roux-Spitz, au 1, avenue Alsace-Lorraine,.

### Construction
La maison Kaminski se situe au sud-ouest de l'hyper-centre de Grenoble. Elle fut conçue pour Paul Serméas, directeur des biscuits Brun, propriétaire de parcelle rue des Alliés, dans une ancienne zone rurale au sud-ouest des anciens remparts de la ville, qui était devenue dans les années 30 la première zone économique du Grand Grenoble. Quelques années plus tôt, en 1925, se tenait à Grenoble l’Exposition internationale de la houille blanche sur le terrain militaire du Polygone du génie (devenu le parc Mistral). La nouvelle tour d’orientation d’Auguste Perret, phare de l’exposition et de la Ville face aux montagnes environnantes, donne l’exemple de nouvelles possibilités, et de nouveaux matériaux. Quelques années plus tard, Paul Serméas demande une villa aux formes et matériaux novateurs à Fernand Kaminski.
Le 15 novembre 1934, Paul Serméas (père) sollicite un permis de construire sur sa propriété entre la rue des Alliés et la rue Honoré de Balzac à Grenoble. Le 19 décembre 1934, il précise son intention d'édifier rue des Alliés un bâtiment à usage industriel (perpendiculaire aux Alliés) et un petit bâtiment à usage de conciergerie, bureau et habitation. Le 22 avril 1936, Paul Serméas confirme au directeur de la voirie son accord pour céder du terrain pour agrandir la rue des Alliés.
Le 23 mai 1936, Fernand Kaminski confirme le nouveau projet de construction à la mairie, avec recul de 5 m par rapport aux plans initiaux. Le permis de construire est accordé par la mairie de Grenoble le 8 juin 1936. Jouxtant la villa, par une demande de permis de construire en date du 30 avril 1958, un entrepôt extérieur au toit de sheds sera ajouté en 1960, après un changement de propriété d’une part de la parcelle en faveur de Léonce Riondet, directeur de la Société des cartonnages du Dauphiné.

### Protection
Appartenant à la Ville de Grenoble et désaffecté depuis le début des années 1990, le bâtiment est menacé de démolition. Architectes et historiens de l'art interpellent la municipalité, rappelant que l'édifice est remarquablement dessiné et construit. La ville le classe parmi ses édifices remarquables et interrompt son projet de démolition, sans pour autant lancer un programme d'occupation. L'édifice est abandonné puis occupé à plusieurs reprises.

### Squat

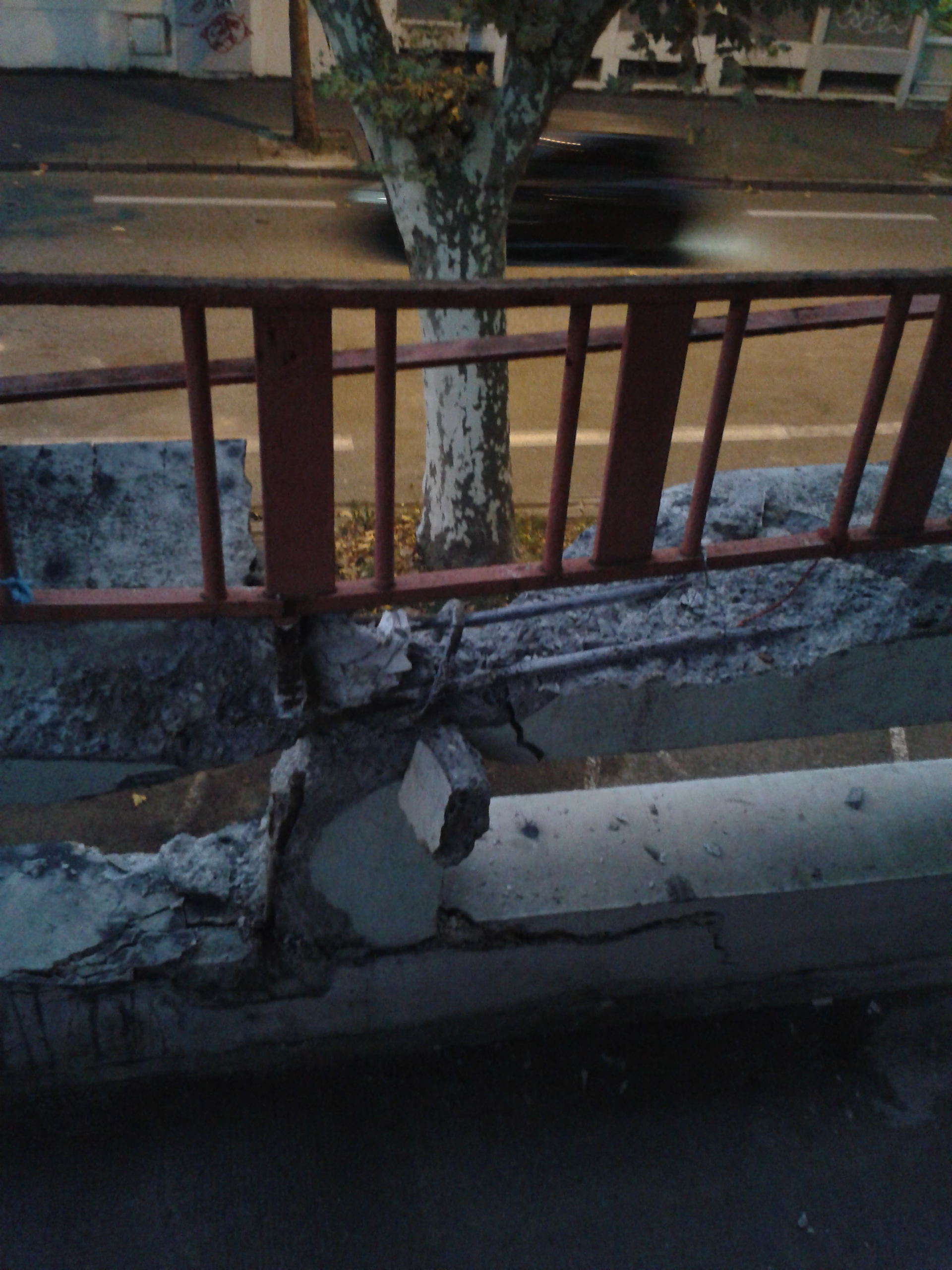
Balcon de la maison Kaminski, dégradé par l'entreprise Colas.

Le 21 octobre 2005, les personnes qui occupent la maison depuis le début de la semaine sont expulsées sans procédure judiciaire. Le 10 novembre 2005, une manifestation contre les expulsions se termine devant le 106 rue des Alliés, réoccupé depuis plusieurs jours. Les occupants sont expulsés une nouvelle fois sans procédure. En octobre 2016, la maison est de nouveau occupée. Les occupants écrivent une lettre ouverte aux pouvoirs publics.
Le 30 octobre 2017, à la veille de l'hiver, GEG, dont la mairie de Grenoble est l'actionnaire principal, fait réaliser une coupure d'électricité du bâtiment. Lors de cette opération, une pelle mécanique présente sur les lieux pour procéder aux travaux de terrassement détériore volontairement de quelques coups de pelle mécanique le balcon de ce bâtiment pourtant classé au patrimoine historique, et ce alors même que des habitants s'y tenaient. La police présente sur les lieux n'a pas réagi. Selon Le Dauphiné, les occupants de la maison Kaminski ont agressé (lancés de projectiles, eau et urine) les agents de Gaz Électricité de Grenoble (GEG) lorsque ceux-ci se sont présentés pour couper le courant pour un chantier à proximité, et la police serait intervenue pour les protéger, ce qui a mené à l'interpellation de dix-huit occupants de la maison. La mairie a affirmé qu'il ne s'agissait pas d'une procédure d'expulsion . Ils seront libérés vingt-quatre heures plus tard, aucune charge n'ayant été retenue contre eux.

## Caractéristiques

### Description

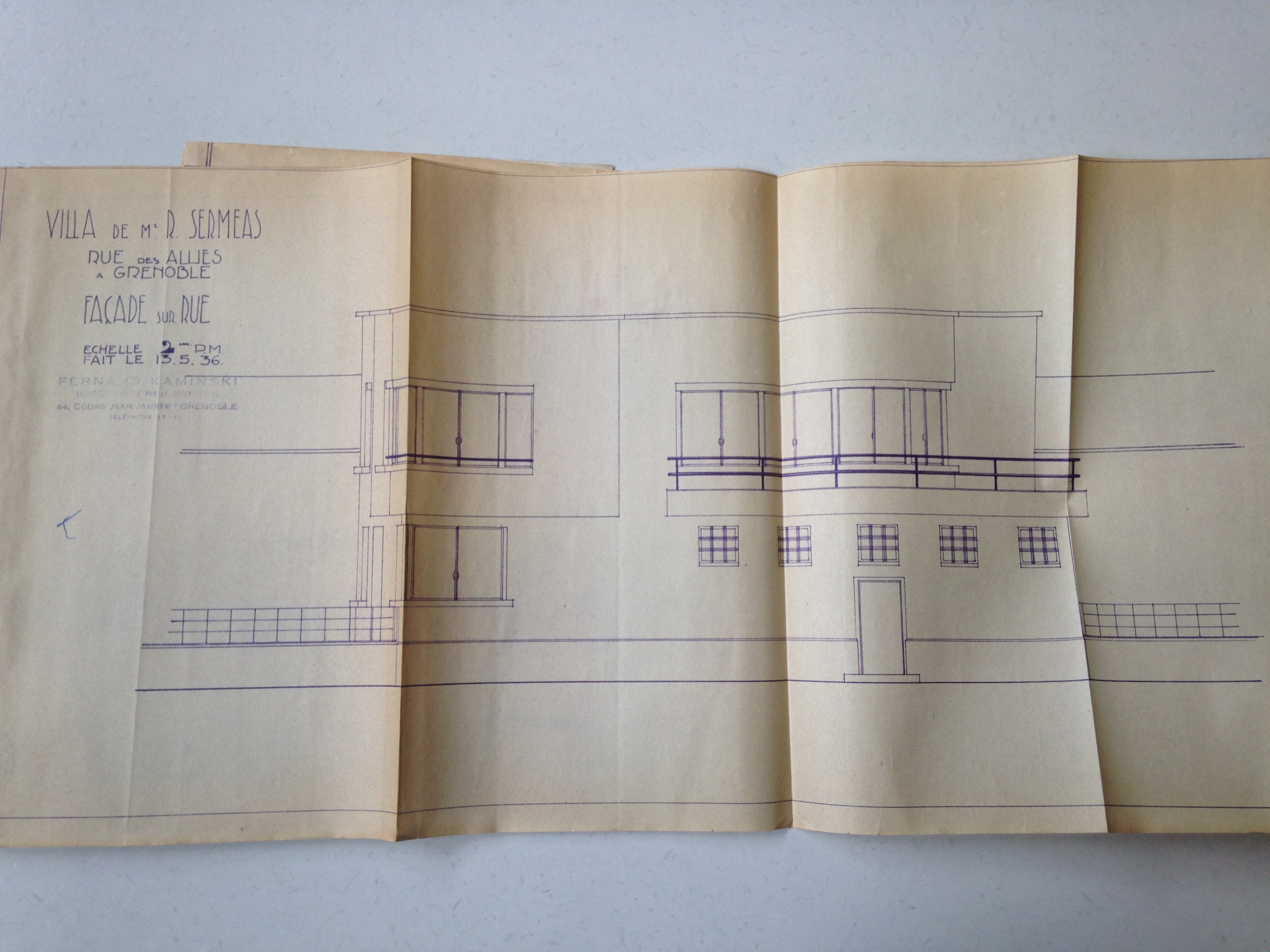
Plan original (1936), vue de face (rez-de-chaussée). Cote: AMMG 1936PC13

La maison Kaminski s'étend sur une surface de 350m² d'un seul bloc. Elle est élevée sur deux étages, construits sur le même modèle, coiffés d’un petit 3e étage au toit pentu, rappelant un peu les perchoirs de théâtre. La forme, en cube, est moderne, rompant avec la recherche d’ornementations des mouvements précédents. Les ouvertures donnent une luminosité maximale côté est, ouest ou sud, une constante en revanche de l’architecture des années 1930.
Le côté est / sud-est se distingue par une grande terrasse au 2e étage, au style « paquebot », représentatif de l’art déco. Il intègre un balcon aux barrières métalliques, et de larges baies de fenêtres. Le style arrondi du 2e étage rappelle la proue d’un bateau. Les garde-corps des fenêtres sont composées de grilles aux motifs carrés, géométriques. On note la présence de hublots à deux vantaux sur les façades. La teinte crème est dans le respect de sobriété revendiqué par les modernistes. L'intérieur regroupe des éléments de style épurés, comme les carrelages à trame géométrique, et un ensemble d'huisseries et de menuiseries cohérent.
L’ensemble de la villa est pensé de manière fonctionnelle: hall d'entrée desservant les bureaux, escalier massif, hélicoïdal, en forme douce, en béton et cristaux de marbre, et de nombreuses pièces. Le stockage de produits est effectué au rez de chaussée ou en sous sol.

### Style
La maison Kaminski est conçue dans l'esprit du Style international (théorisé en 1932), de tendance résolument moderniste, cherchant à appliquer le principe de régularité, recherchant le dépouillement dans la décoration en utilisant toutes les possibilités offertes par le béton armé et l'acier industriel. Elle est davantage marquée par le fonctionnalisme, avec la sobriété et la simplicité des matériaux (carreaux de grès, poignées de portes en aluminium, garde-corps en barreaux d'acier creux etc.), ou le constructivisme et l’École de Paris, que le style art déco